# Blankenheim (Rhénanie-du-Nord-Westphalie)
Pour les articles homonymes, voir Blankenheim.
Blankenheim est une commune de Rhénanie-du-Nord-Westphalie (Allemagne), située dans l'arrondissement d'Euskirchen, dans le district de Cologne, dans le Landschaftsverband de Rhénanie.

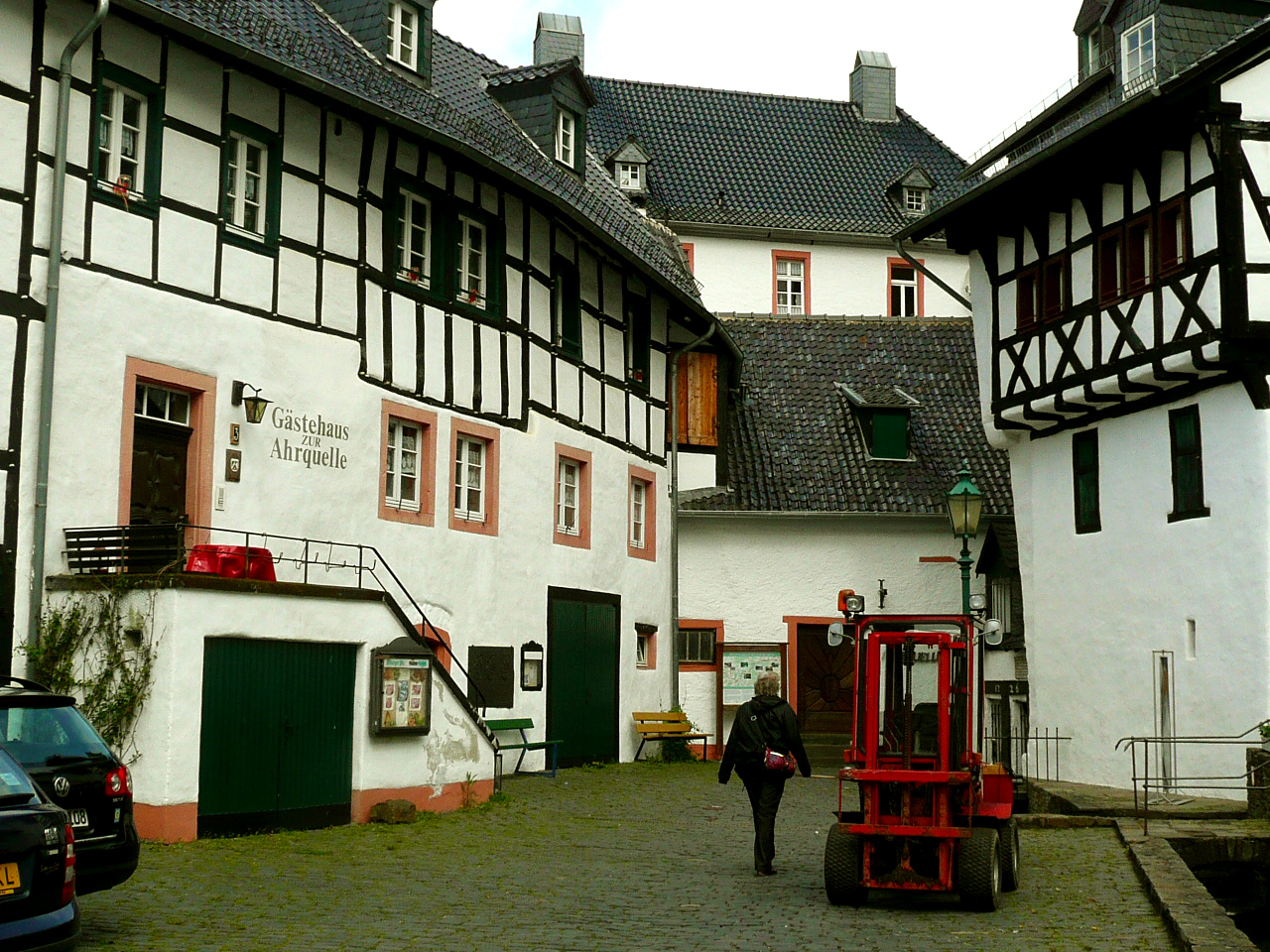
La rivière Ahr (affluent du Rhin) prend sa source ici.